# Mitja Rešek
Mitja Rešek,  slovenski nogometaš, * 15. januar 1991, Maribor. 
Mitja je začel svojo kariero v klubu NK Maribor, nato je šel na posojo v SC Heerenveen. Leta 2012 pa se je vrnil v Slovenijo. 
Igral je tudi v slovenski reprezentanci do 21 let. 